# Konfederacja Argentyńska
Konfederacja Argentyńska (hiszp. Confederación Argentina) – jedna z oficjalnych nazw Republiki Argentyńskiej zgodnie z artykułem 35 Konstytucji Narodu Argentyńskiego, razem z Republiką Argentyńską i Zjednoczonymi Prowincjami Río de la Plata.

## Między 1835 i 1852
Prowincje argentyńskie pomiędzy 1835 i 1861 używały tego terminu w swych stosunkach międzynarodowych. Terytorium Zjednoczonych Prowincji Rio de la Plata było faktycznie konfederacją od 1835 roku, kiedy to Juan Manuel de Rosas przejął kontrolę nad Buenos Aires i reprezentację kraju za granicą. Dlatego nazwa Konfederacja Argentyńska jest używana, aby odnieść się do okresu pomiędzy 1835 i 1861, do państwa federalnego opierającego się na traktatach międzyprowincjonalnych, bez żadnej konstytucji narodowej, z uchodźcami politycznymi z Partido Unitario w Estado Oriental, Chile i Boliwii. Kraj pozostawał w stałej wojnie o przejęcie władzy.
Konfederacja Argentyńska składała się z autonomicznych prowincji Santa Fe, Entre Ríos, Corrientes, Tucumán, Salta, Jujuy, Santiago del Estero, Catamarca, Córdoba, La Rioja, San Juan, San Luis i Mendoza.